# Kulturtechnik und Wasserwirtschaft
Die Studienrichtung Kulturtechnik und Wasserwirtschaft (ab 2021 im Bachelor unter dem Namen Umweltingenieurwissenschaften) führt die Studierenden in die Wissensgebiete und Arbeitsmethoden der angewandten Naturwissenschaften und ihre ingenieurmäßigen Anwendungen ein. Dieses Studium hat zum Ziel, die effiziente Nutzung der natürlichen Ressourcen durch den Menschen zu ermöglichen.
Diese Studienrichtung wird an der Universität für Bodenkultur Wien (BOKU) angeboten. Vergleichbare Studiengänge im deutschsprachigen Raum gibt es in Deutschland an der Universität Rostock (Studiengang Landeskultur und Umweltschutz) und an der Schweizer ETH-Zürich (Master-Studium Umweltingenieurwissenschaften).

## Geschichte
Das Studium wurde in Form eines dreijährigen Kurses im Studienjahr 1883/84 nach den Studienrichtungen für Landwirtschaft (1872/73) und Forstwirtschaft (1875) als 3. Studienrichtung der Universität für Bodenkultur eingeführt. Seit der Reform des Studiensystems an der BOKU 2003/2004 wird Kulturtechnik und Wasserwirtschaft als Bachelor- und Masterstudium angeboten. Absolventen des Masterstudiums können an der BOKU auch das Doktorat erwerben. Die Anerkennung von Lehrveranstaltungen erfolgt nach dem European Credit Transfer System (ECTS). Die bis 2004 angebotenen so genannten Diplomstudien können seit der Reform nicht mehr begonnen, nur noch abgeschlossen werden. Im November 2020 beschloss das Rektorat der BOKU die Umbenennung des Bachelorstudiums in Umweltingenieurwissenschaften.

## Studienschwerpunkte
Die Universität für Bodenkultur Wien hat alle ihre Studien nach einem „3-Säulen-Prinzip“ aufgebaut und vereint Naturwissenschaften, Technik und Sozioökonomie. So erwerben Studierende im Bachelorstudium Umweltingenieurwissenschaften sowohl naturwissenschaftliche Kompetenzen in den Bereichen Botanik, Bodenkunde, Hydrobiologie, Physik, Chemie, Mathematik, Meteorologie, Hydrologie und Geologie, als auch technische Fähigkeiten in den Gebieten Wasser- und Abfallwirtschaft, Wasserbau, Flussgebietsmanagement, Ingenieurbiologie, Verkehrswesen, Bauingenieurwesen, ressourceneffizientes Bauen, Geoinformatik und Raumplanung. Wirtschaftliche, sozialwissenschaftliche und rechtliche Grundlagen bilden den dritten Schwerpunkt des Studiums. In zahlreichen Übungen und Projekten, bei Exkursionen und Feldarbeiten, sowie während eines fünfwöchigen Praktikums wird das erworbene Wissen in der Praxis angewendet.

## Bachelorstudium Kulturtechnik und Wasserwirtschaft (ab 2021: Umweltingenieurwissenschaften)
Das Bachelorstudium ist mit sechs Semestern festgelegt und ist damit ein Vollzeitstudium. Im Rahmen des Studiums ist eine Pflichtpraxis im Umfang von insgesamt fünf Wochen vorgesehen. Diese Praxis kann weltweit erworben werden. Es muss sich dabei allerdings um kulturtechnikspezifische Tätigkeiten in der Verwaltung, Industrie und Gewerbe, bei Ingenieurbüros oder Ziviltechnikern, an Universitätsinstituten oder Forschungseinrichtungen oder bei Entwicklungshilfeprojekten handeln.
Außerdem haben die Studierenden eine fächerübergreifende Abschlussarbeit (Bakkalaureatsarbeit) zu erstellen, die mindestens zwei Lehrveranstaltungen zugeordnet sein muss.
Die Absolventen erhalten den Akademischen Grad Bachelor of Science (abgekürzt: BSc).

## Masterstudium Kulturtechnik und Wasserwirtschaft
Das Masterstudium umfasst vier Semester. Die Voraussetzung zur Zulassung zum Masterstudium Kulturtechnik und Wasserwirtschaft ist der Abschluss des Bachelorstudiums Kulturtechnik und Wasserwirtschaft (ab 2021: Umweltingenieurwissenschaften) oder eines anderen Bachelorstudiums, bei dem grundlegendes, äquivalentes Wissen der entsprechenden Kernfächer vermittelt wurden.
Im Masterstudium ist keine Praxis erforderlich, jedoch empfohlen.
Außerdem müssen die Studierenden Prüfungen für fremdsprachige Lehrveranstaltungen im Ausmaß von mindestens 10 ECTS ablegen und eine Masterarbeit verfassen.
Die abschließende Defensio der Masterarbeit wird mündlich und kommissionell abgehalten. Nach Abschluss des Studiums wird der akademische Grad Diplom-Ingenieurin bzw. Diplom-Ingenieur (abgekürzt: Dipl.-Ing.  oder DI) verliehen.

## Berufsbild
Umweltingenieure arbeiten an der Schnittstelle zwischen Umwelt, Technik und Gesellschaft. Ihr Tätigkeitsfeld ist vielfältig: Sie kümmern sich um den Schutz, die Erschließung und die Bewirtschaftung der für den Menschen lebensnotwendigen Ressource Wasser und um die Wiederherstellung naturnaher Flussläufe und Wasserökosysteme. Sie planen Anlagen und setzen Bauvorhaben in der Wasserkraft, im Hochwasserschutz und im Verkehrswesen um. Sie beschäftigen sich mit Trinkwasserversorgung und Abwassertechnik, mit der Be- und Entwässerung genauso wie mit dem Schutz der Gewässer vor Schadstoffen. Sie entwickeln innovative Lösungen zum Recycling von Baustoffen, zur Vermeidung von Abfällen oder deren Weiterverwendung nach dem Prinzip der Kreislaufwirtschaft. Sie planen umfassende Maßnahmen gegen Naturgefahren wie Starkregenereignisse, Hochwasser oder Hangrutschungen. Sie erarbeiten Konzepte zur nachhaltigen Flächennutzung. Umweltingenieure sind somit maßgeblich an der effizienten und nachhaltigen Nutzung von natürlichen Ressourcen und an der Lösung von Konflikten zwischen Mensch und Umwelt beteiligt.

## Tätigkeitsfelder
Der Bedarf an innovativen Lösungen für die nachhaltige Nutzung von Ressourcen und unseres Lebensraums steigt – deshalb sind engagierte Umweltingenieure, vor allem nach Abschluss eines vertiefenden Masterstudiums, im In- und Ausland sehr gefragt. Als umfassend ausgebildete Generalisten betrachten sie Aufgabenstellungen sowohl aus der ökologischen, technischen, als auch sozialen Perspektive und spielen als Vermittler zwischen unterschiedlichen Teilbereichen eine wichtige Rolle. Arbeitsplätze finden sich sowohl in der Privatwirtschaft (zum Beispiel in Zivilingenieur- oder Ingenieurbüros, bei Bau- und Consultingfirmen, als freiberufliche Konsulenten oder Sachverständige, in Industrie und Gewerbe) als auch im öffentlichen Sektor (Bundesministerien, Landesregierungen, Bezirksverwaltungen, Gemeinden) und in Bildungs- und Forschungseinrichtungen.
Aufgrund der breit gefächerten und interdisziplinären Ausrichtung des Bachelorstudiums können dessen Absolventen in zahlreichen Tätigkeitsfeldern arbeiten – dazu zählen:
- Wasserwirtschaft und Wasserbau
- Flussrückbau, Gewässerschutz und Gewässerökologie
- Wasserkraft
- Hochwasserschutz
- Trinkwassergewinnung und -verteilung
- Abwasserwirtschaft
- Boden- und Grundwasserschutz
- Be- und Entwässerung
- Bauwesen, Baumanagement und ressourceneffizientes Bauen
- Abfallwirtschaft
- Verkehrsplanung
- Raumplanung und Ländliche Neuordnung
- Vermessungswesen
- Geotechnik
- Angewandte Geologie
- Naturgefahrenmanagement
- Geodatenmanagement
- Forschung und Entwicklung